# Mimomyia xanthozona
Mimomyia xanthozona är en tvåvingeart som först beskrevs av Someren 1948.  Mimomyia xanthozona ingår i släktet Mimomyia och familjen stickmyggor. Inga underarter finns listade i Catalogue of Life.